# Andréa Ferréol
Andréa Ferréol (nascuda Andrée Louise Ferréol, Ais de Provença, 6 de gener de 1947) és una actriu francesa i oficial de l'Orde Nacional del Mèrit (2009).
El seu debut fou en la pel·lícula de 1973 La Grande bouffe, que va ser un escàndol al Festival Internacional de Cinema de Canes.

## Biografia
Andréa Ferréol va arribar a París per a fer un curs de teatre amb Jean-Laurent Cochet i començà la seva carrera amb papers de teatre abans de destacar l'any 1973 en la Gran Bouffe. Ha estat nominada dues vegades als Césars al millor segon paper, el 1976 per Les Galettes de Pont-Aven i el 1981 per Le Dernier métro.
El 2001, rebé el premi «Reconeixement dels cinèfils» a Lo Puget de Tenier (Alps Marítims) atorgat per l'associació «Souvenance de cinéphiles» pel conjunt de la seva carrera.
Es consagrà igualment a l'associació «Aix-en-Œuvre» que es donà per inaugurar les festivitats de Cézanne 2006 a Ais de Provença per la posada en marxa d'una estàtua monumental (2,20 m) de Cézanne per l'escultor Gabriël Sterk. A títol d'anècdota genealògica: és la reneta natural del cèlebre poeta i escriptor provençal Frédéric Mistral. Aquest no va tenir fills del seu únic matrimoni amb Marie-Louise Riu. No obstant això, d'una jove servidora del seu pare, Athénais Ferréol, va néixer un fill natural, Marius Antoine Coriolan Ferréol, nascut a Maillane el 1859.
Mistral no va reconèixer mai aquest fill però es va ocupar de la seva educació. Una brillant carrera en l'educació nacional el va portar d'altra banda a la plaça de Director general de les escoles d'Ais.
L'abril de 2016 aparegué la seva primera autobiografia, titulada La passió en els ulls (L'Archipel).

## Vida privada
Ha estat la companya de l'actor Omar Sharif durant els deu últims anys de la seva vida.

## Filmografia
Les seves pel·lícules més destacades són:

### Cinema
- 1972: La Raison du plus fou de François Reichenbach i Raymond Devos
- 1972: El clan dels marsellesos (La Scoumoune) de José Giovanni: La prostituta
- 1973: Elle court, elle court la banlieue de Gérard Pirès: Una pacient
- 1973: Les Gants blancs du diable de László Szabó
- 1973: Chacal de Fred Zinnemann
- 1973: La Grande Bouffe de Marco Ferreri: Andrea
- 1974: Le Trio infernal de Francis Girod: Noemie
- 1974: L'Orgasme dans le placard de Sergio Bazzini: Ottavia
- 1974: Il piatto piange de Paolo Nuzzi: Cantant lírica
- 1975: I baroni de Giampaolo Lomi
- 1975: Sérieux comme le plaisir de Robert Benayoun
- 1975: Le Futur aux trousses de Dolorès Grassian: Odette
- 1975: Vergine, e di nome Maria de Sergio Nasca: Maddalena
- 1975: Parlez-moi d'amour de Michel Drach: La veïna
- 1975: Els pintors de Pont-Aven (Les Galettes de Pont-Aven) de Joël Séria
- 1975: L'Incorrigible de Philippe de Broca: Tatiana Negulesco
- 1976: La Grande Bagarre de Pasquale Festa Campanile: Leonora
- 1976: Marie-poupée de Joël Séria: Ida
- 1976: Flocons d'or de Werner Schroeter: Marie
- 1976: Scandalo de Salvatore Samperi: Juliette
- 1976: Mesdames et messieurs bonsoir de Luigi Comencini: Edvige
- 1977: L'Homme de Corleone de Duilio Coletti
- 1977: Treize femmes pour Casanova de Franz Antel
- 1977: Servante et maîtresse de Bruno Gantillon: Maria
- 1978: L'Amant de poche de Bernard Queysanne: La mare de Julien
- 1978: Desesperació (Despair) de Rainer Werner Fassbinder: Lydia Hermann
- 1978: Mysteries de Paul de Lussanet: Kamma
- 1979: Il cappotto di Astrakan de Marco Vicario: Maria Lenormand
- 1979: Voyage avec Anita de Mario Monicelli: Noemi
- 1979: Improvviso d'Édith Bruck: Anna
- 1979: Milo-Milo de Nicos Perakis: Aphrodite
- 1979: El timbal de llauna (Die Blechtrommel) de Volker Schlöndorff: Lina Greff
- 1980: Retour à Marseille de René Allio: Cécé
- 1980: Le Chef d'orchestre d'Andrzej Wajda
- 1980: L'Empreinte des géants de Robert Enrico: Germaine Hansen
- 1980: Dimmi che fai tutto per me de Pasquale Festa Campanile: Miriam Spinacroce
- 1980: Le Dernier métro de François Truffaut: Arlette Guillaume
- 1981: Trois frères de Francesco Rosi: Esposa de Raffaele
- 1981: L'ombra roja (L'Ombre rouge) de Jean-Louis Comolli: Magda
- 1982: Y a-t-il un Français dans la salle? de Jean-Pierre Mocky: Georgette Réglisson
- 1982: Le Battant d'Alain Delon: Sylviane Chabry
- 1982: La Nuit de Varennes d'Ettore Scola: Sra. Adélaïde Gagnon
- 1982: La Fille de Trieste de Pasquale Festa Campanile: Stefanutti
- 1983: El preu del perill (Le Prix du danger) d'Yves Boisset: Élisabeth Worms
- 1983: Balles perdues de Jean-Louis Comolli: Maryvonne
- 1984: Aldo et Junior de Patrick Schulmann: Fernande
- 1984: Louisiane de Philippe de Broca: Mignette
- 1984: Le Jumeau d'Yves Robert: Evie
- 1984: Le Juge de Philippe Lefebvre: Regine Sauvat
- 1984: Les Belles Années de Luigi Comencini
- 1985: Le due vite di Mattia Pascal de Mario Monicelli: Silvia Caporale
- 1985: Zoo (A Zed & Two Noughts) de Peter Greenaway: Alba Bewick
- 1986: Suivez mon regard de Jean Curtelin: La fornera
- 1986: Douce France de François Chardeaux: Marthe Maurin
- 1987: Noyade interdite de Pierre Granier-Deferre: Cora
- 1987: Contrôle de Giuliano Montaldo: Rosy Bloch
- 1987: Promis… juré ! de Jacques Monnet: Dora
- 1988: Les Deux Fanfarons d'Enrico Oldoini: Germaine
- 1988: Corentin, ou Les infortunes conjugales de Jean Marbœuf: Athénaïs
- 1989: Francesco de Liliana Cavani: La mare
- 1989: Sans espoir de retour de Samuel Fuller: Rhoda
- 1989: Lo zio indegno de Franco Brusati: Teresa
- 1989: Rouge Venise d'Étienne Périer: Princesa Hortense
- 1990: Les Ailes de la renommée d'Otakar Votocek: Theresa
- 1991: Le Cri du lézard de Bertrand Theubet: Clo
- 1992: Il maestro de Marion Hänsel: Dolores
- 1992: Die wahre Geschichte von Männern und Frauen de Robert van Ackeren: Karla
- 1993: Deux doigts de meurtre d'Eddy Matalon: Louise
- 1993: Domenica de Peter Kern: Anna Niehoff
- 1993: Le Fil de l'horizon de Fernando Lopes: Francesca
- 1993: Hors Saison de Daniel Schmid: Srta. Gabrielle
- 1994: Les Cent et Une Nuits de Simon Cinéma d'Agnès Varda: La sorpresa
- 1994: La Cicatrice d'Haim Bouzaglo: La dona
- 1996: Le Montreur de Boxe de Dominique Ladoge: Georgette
- 1996: La vida privada, de Vicente Pérez Herrero: Marta
- 1996: Sono pazzo di Iris Blond de Carlo Verdone: Marguerite
- 1999: Astérix et Obélix contre César de Claude Zidi: Bonnemine (veu)
- 1999: Lettre à mon frère Guy Gilles, cinéaste trop tôt disparu, documental de Luc Bernard: Ella mateixa
- 2000: Une pour toutes de Claude Lelouch: Ella mateixa
- 2000: Le Conte du ventre plein de Melvin Van Peebles: Loretta
- 2001: Le bal des pantins de Herman Van Eyken: Blanche
- 2001: La Boîte de Claude Zidi: Monique
- 2004: Le P'tit Curieux de Jean Marbœuf: Dame Poulet
- 2004: Madame Édouard de Nadine Monfils: La carnissera
- 2004: Le Cadeau d'Elena de Frédéric Graziani: Barberine
- 2005: Les Mariées de Pandelis Voulgaris: Una casada
- 2005: Les États-Unis d'Albert d'André Forcier: Jane Pickford
- 2006: Quand les anges s'en mêlent de Crystel Amsalem: La mare
- 2007: Ma vie n'est pas une comédie romantique de Marc Gibaja: La mare de Thomas
- 2008: Ça se soigne ? de Laurent Chouchan: Hélène - La mare d'Adrienne
- 2015: Saint-Amour de Gustave Kervern i Benoît Delépine

### Televisió

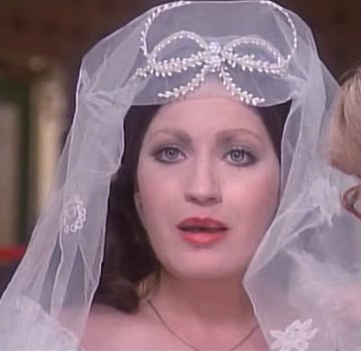
Andréa Ferréol en la pel·lícula I baroni (1975)

- 1971: Les Enquêtes du commissaire Maigret de Marcel Cravenne, episodi: Maigret aux assises
- 1977: Le Passe-Muraille de Pierre Tchernia de Marcel Aymé: La senyora del marit gelós
- 1979: Histoires insolites, episodi La Stratégie du serpent d'Yves Boisset: Marie
- 1981: Au bon beurre, d'Édouard Molinaro: Julie Poissonard
- 1984: Lucienne et le Boucher, de Pierre Tchernia: Lucienne
- 1986: Letters to an Unknown Lover de Peter Duffell: Julia
- 1988: La Garçonne d'Étienne Périer: Claire
- 1990: Le complot du renard de Charles Jarrott: Hélène de Ville
- 1990: Sur le coup de minuit de Tom Clegg: Wanda
- 1990: Le fantôme de l'opéra de Tony Richardson: Carlotta
- 1991: Piège pour femme seule de Gérard Marx: Lou
- 1991: Una famiglia in giallo de Luciano Odorisio
- 1991: Le gorille (1 episodi)
- 1992: Un ballon dans la tête de Michaëla Watteaux: Dolores
- 1993: La Treizième voiture d'Alain Bonnot: Chloé Granval
- 1993: Maria des Eaux-Vives de Robert Mazoyer: Yvonne
- 1993: Maigret: Episodi 10: Maigret et l'Homme du banc d'Étienne Périer
- 1994: Cluedo: Madame Pervenche
- 1995: Sandra, princesse rebelle de Didier Albert (sèrie): Jacqueline Duplessis
- 1995: La belle de Fontenay de Paule Zajderman: Marion
- 1997: Mireille et Vincent de Jean-Louis Lorenzi: Jeanne
- 1998: Heureusement qu'on s'aime de David Delrieux: Simone
- 1998: Mirage noir de Sébastien Grall: Monique
- 1998: Doppio segreto de Marcello Cesena
- 1999: Premier de cordée de Pierre-Antoine Hiroz i Edouard Niermans: Marie Servettaz
- 2001: Lourdes de Lodovico Gasparini: La mare superiora
- 2002: Les Cordier, juge et flic (1 episodi)
- 2004: Alice Nevers: Le juge est une femme (1 episodi)
- 2004: La Crim (1 episodi)
- 2005: Le Cocon (sèrie): Sra. Bellon
- 2005: La parenthèse interdite de David Delrieux: Nicole
- 2005: Désiré Landru de Pierre Boutron: La mare de Rolande
- 2005: Ricomincio da me de Rossella Izzo: Azzurra Molinari
- 2005: La Femme Coquelicot de Jérôme Foulon: Sra. Groslier
- 2006: Tombé du ciel: Rosa
- 2006: Disparition de Laurent Carcélès: Jeanne
- 2007: Mademoiselle Joubert (1 episodi)
- 2008: Einstein (telefilm) de Liliana Cavani: Pauline Kock
- 2008: L'infiltré (telefilm) de Dominique Othenin-Girard
- 2008: Le nouveau monde, d'Étienne Dhaene: Gina
- 2008: Io ti assolvo de Monica Vullo: Veronica Zunin
- 2009 - 2012: Les toqués i Week-end chez les toquées: Rose
- 2012: La victoire au bout du bâton de Jean-Michel Verner
- 2012: Vive la colo! de Didier Le Pêcheur i Dominique Ladoge
- 2014: Famille d'Accueil: Monique (5 episodis)
- 2014: La vallée des mensonges de Stanislas Graziani: Mercedes
- 2014: La Trouvaille de Juliette de Jérôme Navarro: Ginou

## Premis i nominacions

### Nominacions
- 1976: César a la millor actriu secundària per Les galettes de Pont-Aven
- 1981: César a la millor actriu secundària per Le dernier métro